# Kanton Langres
Der Kanton Langres ist seit 1790 ein französischer Wahlkreis im Arrondissement Langres, im Département Haute-Marne und in der Region Grand Est; sein Hauptort ist Langres.

## Gemeinden
Der Kanton besteht aus 18 Gemeinden mit insgesamt 10.055 Einwohnern (Stand: 1. Januar 2022) auf einer Gesamtfläche von 568,35 km²:
| Gemeinde                    | Einwohner 1. Januar 2022 | Fläche km² | Dichte Einw./km² | Code INSEE | Postleitzahl |
| --------------------------- | ------------------------ | ---------- | ---------------- | ---------- | ------------ |
| Beauchemin                  | 111                      | 11,92      | 9                | 52042      | 52260        |
| Champigny-lès-Langres       | 406                      | 6,35       | 64               | 52102      | 52200        |
| Chanoy                      | 128                      | 2,10       | 61               | 52106      | 52260        |
| Chatenay-Mâcheron           | 96                       | 6,10       | 16               | 52115      | 52200        |
| Chatenay-Vaudin             | 46                       | 3,72       | 12               | 52116      | 52360        |
| Faverolles                  | 96                       | 17,28      | 6                | 52196      | 52600        |
| Humes-Jorquenay             | 592                      | 15,64      | 38               | 52246      | 52200        |
| Langres                     | 7.683                    | 22,33      | 344              | 52269      | 52200        |
| Lecey                       | 193                      | 7,85       | 25               | 52280      | 52360        |
| Marac                       | 210                      | 21,92      | 10               | 52307      | 52260        |
| Mardor                      | 57                       | 7,44       | 8                | 52312      | 52200        |
| Ormancey                    | 75                       | 17,11      | 4                | 52366      | 52200        |
| Peigney                     | 386                      | 8,22       | 47               | 52380      | 52200        |
| Perrancey-les-Vieux-Moulins | 295                      | 17,26      | 17               | 52383      | 52200        |
| Saint-Ciergues              | 179                      | 12,45      | 14               | 52447      | 52200        |
| Saints-Geosmes              | 1.097                    | 27,61      | 40               | 52449      | 52200        |
| Saint-Martin-lès-Langres    | 106                      | 3,64       | 29               | 52452      | 52200        |
| Saint-Maurice               | 127                      | 3,55       | 36               | 52453      | 52200        |
| Kanton Langres              | 11.883                   | 212,49     | 56               | 5210       | –            |

Bis zur landesweiten Neugliederung der Kanton 2015 bestand der Kanton Langres aus den 22 Gemeinden Balesmes-sur-Marne, Champigny-lès-Langres, Chanoy, Chatenay-Mâcheron, Courcelles-en-Montagne, Culmont, Faverolles, Humes-Jorquenay, Langres (Hauptort), Marac,  Mardor, Noidant-le-Rocheux, Ormancey, Peigney, Perrancey-les-Vieux-Moulins, Saint-Ciergues, Saints-Geosmes, Saint-Martin-lès-Langres, Saint-Maurice, Saint-Vallier-sur-Marne, Vauxbons und Voisines.  Sein Zuschnitt entsprach einer Fläche von 267,14 km2. Er besaß vor 2015 einen anderen INSEE-Code als heute, nämlich 5216.

## Veränderungen im Gemeindebestand seit der landesweiten Neuordnung der Kantone
2016: Fusion Balesmes-sur-Marne und Saints-Geosmes → Saints-Geosmes